# 嶋田泰夫
嶋田 泰夫（しまだ やすお、1964年7月21日 - ）は、日本の実業家。阪急電鉄社長、阪急阪神ホールディングス社長兼グループCEO。兵庫県明石市出身。

## 来歴・人物
1988年（昭和63年）に早稲田大学政治経済学部を卒業し、同年に阪急電鉄に入社した。
阪急電鉄では、2019年（平成31年）4月に取締役、2021年（令和3年）4月に常務を経て、2022年（令和4年）4月に社長に就任。
阪急ブレーブスのファンでもあった。広告の出稿業務やTOKKの編集長や葬儀場事業（エテルノ）の立ち上げ、能勢電鉄や梅田芸術劇場などの再建・再編に携わっていた。
2023年3月1日付で阪急阪神ホールディングスの代表取締役社長に就任。2024年12月20日より同社グループCEOを兼務。